# Renault Frégate
 Renault Frégate — легковий автомобіль з кузовом седан, який виготовляла компанія Renault у 1951—1960 рр. Варіанти з кузовом універсал — Domaine та Manoir з'явилися у 1956 та 1958 рр. відповідно.

## Поява
Розробка «Фрегата» розпочалось одразу після Другої світової війни. Недавно націоналізована компанія Renault потребувала нову модель, що підтримувала би імідж виробника та відповідала вимогам споживачів середнього класу в надії на економічне відновлення. Кілька прототипів такого автомобіля було створено ще до початку виробництва. 
Спочатку автомобіль планували зробити задньомоторним, аналогічно до недавно запущеного у виробництво Renault 4CV. Однак «Проект 108», що мав таке компонування полишили у 1949 р. надавши перевагу традиційному розміщенню двигуна перед водієм. Завдяки переходу до такого компонування (задньопривідного передньомоторного) розробку прискорили. 

## Запуск виробництва
Frégate представили на Паризькому автосалоні у 1950 р., однак перший автомобіль був проданий аж у 1951 р. Завод у Флен-сюр-Сені, де автомобіль збирали, формально був відкритий тільки у 1952 р.
Виробництво розвивалось повільно. Навіть у 1953 р. реалізувавши близько 25 тис. автомобілів «Фрегат» на французькому ринку «Рено» відставав об'ємів продажу довгобазого Citroën '11 Normale — 35 тис. авт.. При тому останній був просто модернізацією довоєнної моделі (запущеної у виробництво 14 років до того) і виконувався у єдиному чорному кольорі. 

## Виробництво

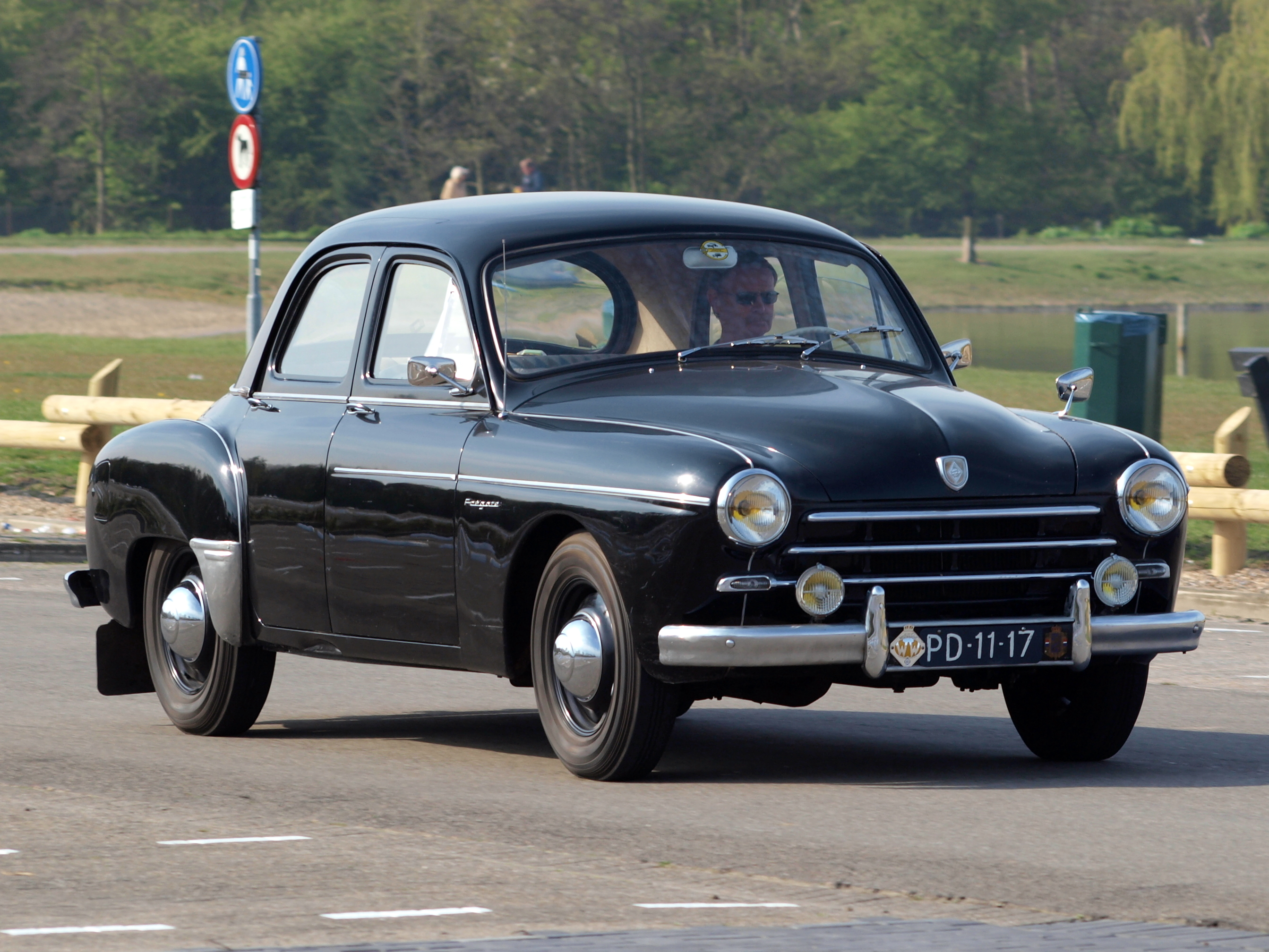
Renault Frégate (1953 р.)

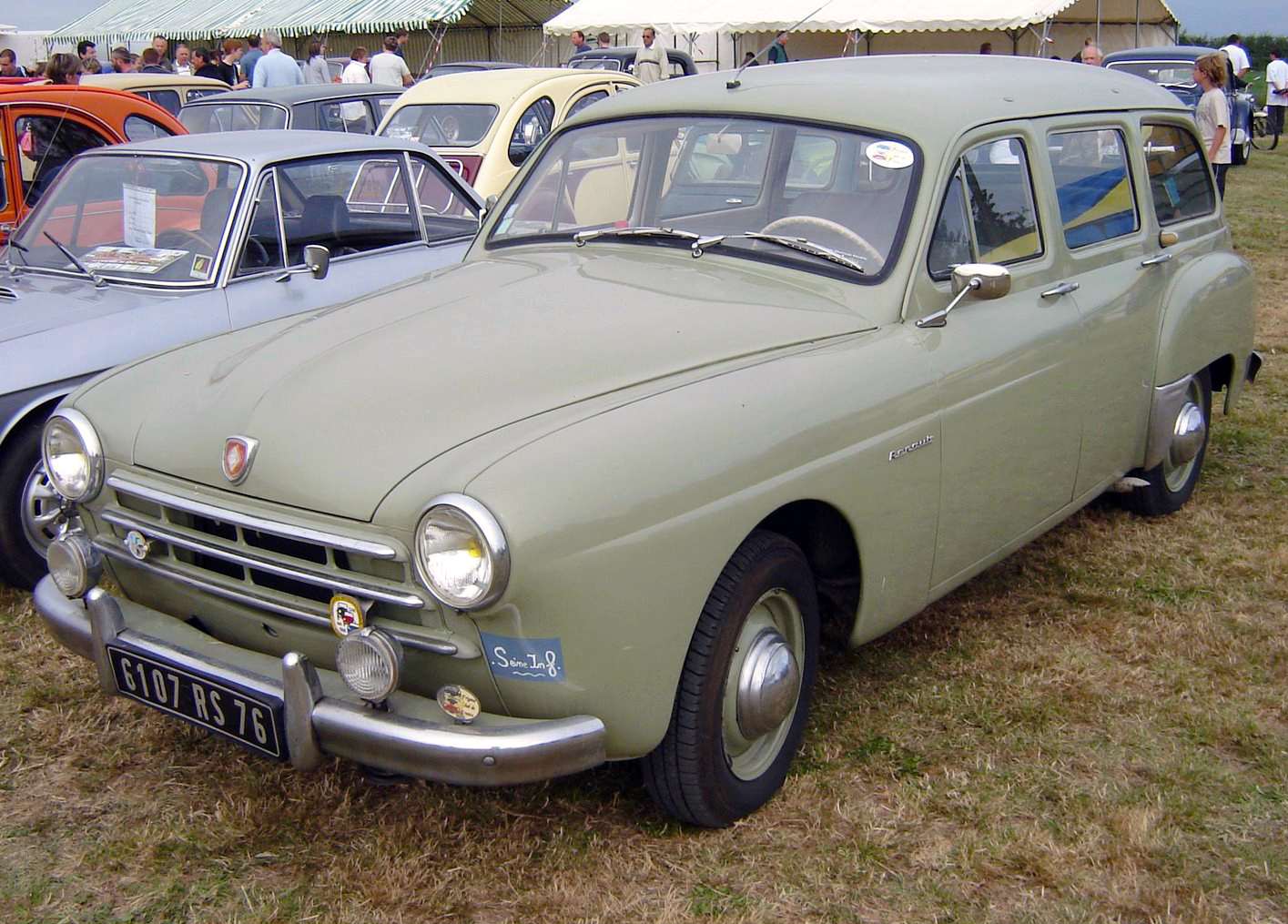
Універсал Renault Domaine

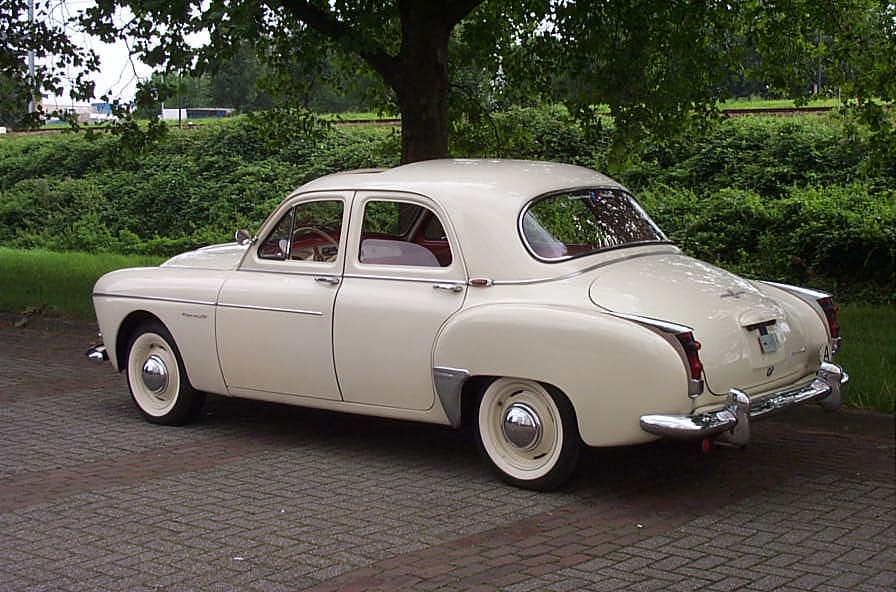
Седан 1959 р. з гідромеханічною трансмісією

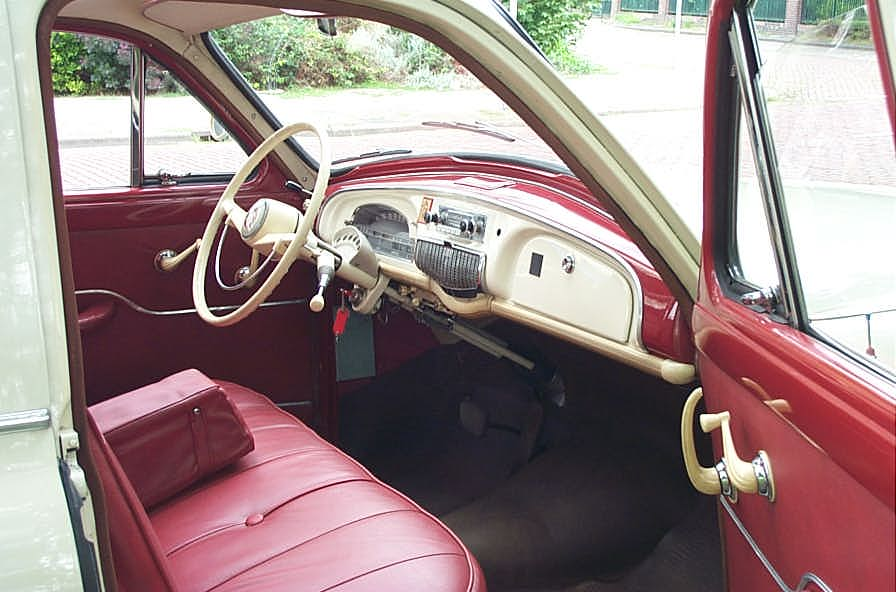
Інтер'єр «Фрегата» 1959 р.

З моменту своєї появи і до 1953 року автомобіль йменувався просто як Frégate. Однак після Паризького автосалону (проводився у жовтні 1952 р.) з початку 1953 р. «Фрегат» став доступним у двох рівнях комплектації — Frégate Affaires та Frégate Amiral. Коштували вони 799300 та 899000 франків відповідно. Frégate Amiral трохи відрізнявся від моделі попереднього року: незначно переробленим інтер'єром, двома протитуманними ліхтарями (у попередника був тільки один). Подальші незначні вдосконалення представлені на Автосалоні у жовтні 1953 р. містили оновлені ручки дверей, емблему на капоті. Зображення на маленькому щиті залишалось у формі ромба, однак фрегат з трьома щоглами змінила маленька карта материкової Франції з надписом RNUR-France.
Frégate Affaires, що давав змогу заощадити близько 100000 франків мав спрощені дошку приладів, обивку салону, відсутні «ікла» на бамперах, протитуманні ліхтарі, омивач скла (останній був у базовій комплектації у Frégate Amiral). Запуск у виробництво здешевленого «Фрегата» був стратегією, аналогічною запуску 4CV Service. Однак ні одна з цих здешевлених моделей не мали комерційного успіху: у випадку «Фрегата», це була спроба хоча б якимось чином конкурувати з Citroën, що заволодів ринком автомобілів середнього класу у Франції. 
У 1956 р. у відповідь на скарги про брак потужності 2-літрового двигуна у виробництво запустили агрегат із збільшеним до 2141 см3 робочим об'ємом (77 к.с. = 57 кВт). Цього ж року з'явився «люксовий» пакет комплектації Grand Pavois. 
У 1957 р. у якості опції з'явилась гідромеханічна 3-ступенева коробка передач Transfluide. Комплектували нею потужніший двигун з робочим об'ємом 2141 см3, що розвивав 80 к.с. (60 кВт) через збільшення ступення стиску з 7 до 7,5.
Модель 1958 р. мала інакшу решітку радіатора. Від характерного хромованого овалу з горизонтальними стрічками відмовились залишивши тільки кілька горизонтальних смуг (встановлювались з 1955 р.). 

## Універсали Domaine та Manoir
Універсал Renault Domaine з двигуном Étendard робочим об'ємом 2141 см. куб. запустили у виробництво у 1956 р. Універсал у покращеній комплектації — Renault Manoir з коробкою передач Transfluide з'явився у жовтні 1958 р.

## Продажі
Citroën посилив свої позиції на ринку великих седанів у 1955 р. з появою футуристичної моделі DS, за якою у 1957 р. з'явилась ID (досить дорога). Найвищий рівень продажів «Фрегата» був у 1955 р., коли продали 37717 авт., у 1956 р. він знизився до 24608 авт., а у 1957 впав до 9772 авт. таке зниження обумовлене появою конкурентів від Simca та Citroën у кінці 1950 рр. Останній «Фрегат» полишив завод 18 квітня 1960 р., будучи 1158 автомобілем того року. Загалом було виготовлено 163383 авт. на заводі у Фліні. 
Динаміка продажу автомобілів була незадовільною. Подекуди причиною називали недоліки ранніх моделей, брак потужності, особливо під час другої частини десятиліття. Деінде причиною були суто французькі політичні фактори. Виробник був націоналізований відразу після війни, а смерть Луї Рено у 1944 р. відбулась за причин, що залишаються суперечливими. Багато потенційних покупців з класу вищої буржуазії (досить малого) надавали перевагу приватним виробникам, особливо це стало помітно, коли «Пежо 403» став конкурентом «Фрегата». Крім усього іншогоШарль Де Голь, що у кінці декади, у 1958 р. став президентом Франції надавав перевагу Citroën DS, що яскраво видно по тодішнім газетам.
Існувала тільки єдина спеціальна президентська версія «Фрегата» з довшою колісною базою. 

## Епілог
Відповідно до угоди, укладеної з American Motors Corporation (AMC) 22 листопада 1961 року, Renault почав продавати Rambler Classic Six (починаючи з 1962 модельного року) як Rambler Renault на заміну Frégate.  Починаючи з 11 квітня 1962 р., Rambler Classics збирали з машинокомплектів на фабриці Renault у Бельгії, у м. Харені, й ці ж автомобілі середнього класу продавали у в Алжирі, Австрії, Бенелюксі та Франції.

## Виробництво
- 1952 р. ... 18153 
- 1953 р. ... 25192
- 1954 р. ... 34258
- 1955 р. ... 37631
- 1956 ... 24608 
- 1957 рік
- 1958 .... 9,772
- 1959 р. .... 4232
- 1960 .... 1158 

Дані не стосуються універсала Domaine